# Mount Giddings
Mount Giddings är ett berg i Antarktis. Det ligger i Östantarktis. Australien gör anspråk på området. Toppen på Mount Giddings är 852 meter över havet.
Terrängen runt Mount Giddings är platt söderut, men norrut är den kuperad. Trakten är obefolkad. Det finns inga samhällen i närheten.